# SKN St. Pölten (femenino)
El Sportklub Niederösterreich St. Pölten es un club de fútbol femenino de la ciudad de St. Pölten en Austria. Juega en la ÖFB-Frauenliga, primera división del país.
Fue fundado en 2006 como ASV Spratzern, luego en 2013  fue refundado a FSK St. Pölten-Spratzern. Desde la temporada 2016-17 es la rama femenina del SKN St. Pölten.

## Historia
En el año 1920 fue fundado el ASV Spratzern, y en el 2006 el club formó su sección femenina. El equipo alcanzó la primera división en la temporada 2010-11. En la temporada 2012-13 el club logró el segundo lugar en la clasificación, por detrás del SV Neulengbach, y como consecuencia su clasificación a la Liga de Campeones Femenina de la UEFA 2013-14, donde fue eliminado en los dieciseisavos de final ante el Torres de Italia. 
En 2013 el club fue renombrado a FSK St. Pölten-Spratzern.
En 2015 ganó su primer título de Frauenliga, este logró puso fin a la racha de doce años consecutivos del Neulengbach. Al año siguiente el St. Pölten ganó nuevamente el título.
Desde 2016 el club forma parte del SKN St. Pölten, como su sección femenina.

## Palmarés
| Competición nacional   | Títulos                                                                | Subcampeonatos            |
| ---------------------- | ---------------------------------------------------------------------- | ------------------------- |
| Primera división (9/3) | 2014-15, 2015-16, 2017-18, 2018-19, 2020-21, 2021-22, 2022-23, 2023-24 | 2011-12, 2012-13, 2013-14 |
| Copa de Austria (6/1)  | 2013-14, 2014-15, 2015-16, 2016-17, 2017-18, 2018-19                   | 2012-13                   |
| Segunda división (2)   | 2000, 2011                                                             |                           |